# Мадона дел Пјано (Фрозиноне)
Мадона дел Пјано је насеље у Италији у округу Фрозиноне, региону Лацио.
Према процени из 2011. у насељу је живело 720 становника. Насеље се налази на надморској висини од 137 м.